# 용두동 (제천시)
용두동(龍頭洞)은 대한민국 충청북도 제천시의 행정동이다.

## 개요
용두동은 세명대학교와 대원대학 등 제천시의 교육 중심지이며, 왕암동 일원에 36만여평에 첨단 바이오 산업단지인 제천 바이오밸리가 조성되어 지역 경제 발전의 핵심적인 역할을 담당할 예정이다.

## 법정동
- 신월동(新月洞)
- 왕암동(旺岩洞)
- 하소동(下所洞)

## 학교
- 세명대학교
- 대원대학교
- 세명고등학교
- 의림여자중학교
- 용두초등학교

## 기업
- 유유제약

## 아파트
| 단지명              | 건설사         | 시행사                | 주소                      | 입주               | 비고 |
| ------------------- | -------------- | --------------------- | ------------------------- | ------------------ | ---- |
| 제천 그린코아루     | 새롬성원㈜     | 한국토지신탁          | 용두대로7길 25 (하소동)   | 2007년 3월         |      |
| 제천 코아루 드림    | ㈜금강종합건설 | 한국토지신탁          | 바이오밸리로 171 (왕암동) | 2018년 4월         |      |
| 제천하소 청구       | 청구㈜         | 청구㈜                | 용두대로15길 47 (하소동)  | 2002년 7월         |      |
| 제천하소 힐스테이트 | 현대건설       | ㈜광일씨앤엠          |                           | 2008년 2월         |      |
| 제천 현진에버빌     | ㈜현진         | ㈜현진에버빌          | 바이오밸리로 202 (왕암동) | 2007년 7월         |      |
| 제천자이 더 스카이  | 지에스건설     | ㈜우리자산신탁 ㈜황지 |                           | 2025년 11월 (예정) |      |
| 제천신월 부영       | 부영㈜         | 부영㈜                | 대학로12길 8              | 2006년 11월        |      |